# Pineapple Army
Pour les articles homonymes, voir Pineapple (homonymie).
Pineapple Army (パイナップルARMY, Painappuru Āmī) est un manga de Kazuya Kudō et Naoki Urasawa, prépublié entre 1985 et 1988 dans le magazine Big Comic Original et compilé en huit tomes par Shōgakukan. La version française est dans un premier temps acquise par Glénat en 1998, mais un seul tome a été commercialisé. La licence est reprise par Kana en 2024 qui publie la série en trois tomes.

## Synopsis
Jed Goshi, un américano-japonais vétéran de la guerre du Viêt Nam donne des cours aux civils désirant se défendre eux-mêmes.

## Manga
Pineapple Army est un manga écrit par Kazuya Kudo et dessiné par Naoki Urasawa, dont c'est la première série avant qu'il ne lance en parallèle Yawara!. Il est prépublié entre 1985 et 1988 dans le magazine Big Comic Original en 66 chapitres. Shōgakukan édite ensuite la série en huit volumes reliés. Une réédition en 6 tomes a vu le jour entre novembre 1995 et mars 1996. La version française est acquise par Glénat en 1998, mais un seul tome a été commercialisé, compilant des chapitres des deux premiers tomes japonais. En 2024, Kana obtient les droits de la version française et annonce publier la série en trois tomes.

### Liste des volumes

#### Éditions japonaises
- Première édition :

| no | Japonais          | Japonais      |
| no | Date de sortie    | ISBN          |
| --- | ----------------- | ------------- |
| 1 | 29 mars 1986      | 4-09-181081-0 |
| Liste des chapitres : - Chapitre 1 : インストラクタ－豪士 (Insutorakuta - Gōshi) - Chapitre 2 : 偽りの英雄 (Itsuwari no eiyū) - Chapitre 3 : 最後の真実 (Saigo no shinjitsu) - Chapitre 4 : 十五年間の悪夢 (Jū go-nenkan no akumu) - Chapitre 5 : 五人の軍隊 前編 (Go-ri no guntai zenpen) - Chapitre 6 : 五人の軍隊 中編 (Go-ri no guntai chūhen) - Chapitre 7 : 五人の軍隊 後編 (Go-ri no guntai kōhen) - Chapitre 8 : 過去からの男 (Kako kara no otoko)                                                                            |                   |               |
| 2 | 30 avril 1986     | 4-09-181082-9 |
| Liste des chapitres : - Chapitre 1 : 火曜日の老兵 (Kayōbi no rōhei) - Chapitre 2 : ５ドルのゲーム (5-Doru no gēmu) - Chapitre 3 : 白の追跡者 (Shiro no tsuiseki-sha) - Chapitre 4 : ７番街の花束 (7-Ban machi no hanataba) - Chapitre 5 : テキサス大強盗団 (Tekisasudai gōtō-dan) - Chapitre 6 : 真夜中の襲撃者 (Mayonaka no shūgeki-sha) - Chapitre 7 : コパンの壁 (Kopan no kabe) - Chapitre 8 : セルバ・ゲ－ム (Seruba gēmu) |                   |               |
| 3 | 30 octobre 1986   | 4-09-181083-7 |
| Liste des chapitres : - Chapitre 1 : フォルショー通りの決闘 (Forushō-dōri no kettō) - Chapitre 2 : １９７９年の栄光 (1979-Nen no eikō) - Chapitre 3 : シャルロットの贈り物 (Sharurotto no okurimono) - Chapitre 4 : ドッグ・ウォッチ (Doggu u~otchi) - Chapitre 5 : ５月２日の弾道 (5 Tsuki 2-nichi no dandō) - Chapitre 6 : フリ－ドリッヒの狼 (Furīdorihi no ōkami) - Chapitre 7 : ミュンヘンの休日 (Myunhen no kyūjitsu) - Chapitre 8 : カシ－ドラルの遺産 (Kashi - doraru no isan)                                                |                   |               |
| 4 | 28 février 1987   | 4-09-181084-5 |
| Liste des chapitres : - Chapitre 1 : カーテンコール (Kātenkōru) - Chapitre 2 : ブレイクスルー：突入 (Bureikusurū: Totsunyū) - Chapitre 3 : 賭けのシナリオ (Kake no shinario) - Chapitre 4 : 栄光へのオフサイド (Eikō e no ofusaido) - Chapitre 5 : 大いなる目覚め (Ōinaru mezame) - Chapitre 6 : 脱出ーｅｖａｓｉｏｎー前編 (Dasshutsu ̄ evasion ̄ zenpen) - Chapitre 7 : 脱出ーｅｖａｓｉｏｎー後編 (Dasshutsu ̄ evasion ̄ kōhen) - Chapitre 8 : ザルネンの感謝祭 (Zarunen no kansha-sai)                                                |                   |               |
| 5 | 30 mai 1987       | 4-09-181085-3 |
| Liste des chapitres : - Chapitre 1 : サイレント・マグナム (Sairento magunamu) - Chapitre 2 : 誇り高き孤独 (Hokori takaki kodoku) - Chapitre 3 : ドクタ－・スタ－ジェス (Dokutā sutājesu) - Chapitre 4 : グリフォンの罠 (Gurifon no wana) - Chapitre 5 : ９年目のホワイト・クリスマス (9-Nen-me no howaito kurisumasu) - Chapitre 6 : 戦場に咲く花 (Senjō ni saku hana) - Chapitre 7 : サンタ・マリアの想い出 (Santa Maria no omoide) - Chapitre 8 : ミラノに死す (Mirano ni shisu) - Chapitre 9 : ロンリ－・ソルジャー (Ronrī sorujā) |                   |               |
| 6 | 30 septembre 1987 | 4-09-181086-1 |
| Liste des chapitres : - Chapitre 1 : 見えざる敵 (Miezaru teki) - Chapitre 2 : シエラ・ネバダの教訓 (Shiera Nebada no kyōkun) - Chapitre 3 : キッドナップ・ラプソディー 前編 (Kiddonappu rapusodī zenpen) - Chapitre 4 : キッドナップ・ラプソディー 後編 (Kiddonappu rapusodī kōhen) - Chapitre 5 : エクスタインの風景 (Ekusutain no fūkei) - Chapitre 6 : ラインの蘇生 (Rain no sosei) - Chapitre 7 : 湖上の男 (Kojō no otoko) - Chapitre 8 : 死神の死 (Shinigami no shi) - Chapitre 9 : ジェフリーの災難 (Jefurī no sainan)          |                   |               |
| 7 | 30 mai 1988       | 4-09-181087-X |
| Liste des chapitres : - Chapitre 1 : 天国のワイン (Tengoku no wain) - Chapitre 2 : キング オブ ザ・ロード 前編 (Kingu obu za rōdo zenpen) - Chapitre 3 : キング オブ ザ・ロード 中編 (Kingu obu za rōdo chūhen) - Chapitre 4 : キング オブ ザ・ロード 後編 (Kingu obu za rōdo kōhen) - Chapitre 5 : 泣く男 (Nakuotoko) - Chapitre 6 : エレンの憂鬱 (Eren no yūutsu) - Chapitre 7 : 招かれざる隣人 (Maneka rezaru rinjin) - Chapitre 8 : ラスト・オーダー (Rasuto ōdā)                                                                 |                   |               |
| 8 | 30 juillet 1988   | 4-09-181088-8 |
| Liste des chapitres : - Chapitre 1 : 聖者現わる (Seija gen waru) - Chapitre 2 : その男…… (Sono otoko……) - Chapitre 3 : 暗い日曜日 (Kurai nichiyōbi) - Chapitre 4 : 黒の手紙 (Kuro no tegami) - Chapitre 5 : 素晴らしき休日 (Subarashikikyūjitsu) - Chapitre 6 : 微声拳銃 (Bi koe kenjū) - Chapitre 7 : 竜韜部隊（ロンタオプートウイ） (Ryū tāo bù-Tai (rontaopūto~ui)) - Chapitre 8 : 最後の切り札（エースインザホール） (Saigo no kirifuda (ēsuinzahōru))                                                                            |                   |               |

- Édition Deluxe :

| no | Japonais         | Japonais      |
| no | Date de sortie   | ISBN          |
| --- | ---------------- | ------------- |
| 1 | 17 novembre 1995 | 4-09-192111-6 |
| Liste des chapitres : - Chapitre 1 : インストラクタ－豪士 (Insutorakuta - Gōshi) - Chapitre 2 : 偽りの英雄 (Itsuwari no eiyū) - Chapitre 3 : 最後の真実 (Saigo no shinjitsu) - Chapitre 4 : 十五年間の悪夢 (Jū go-nenkan no akumu) - Chapitre 5 : ５人の軍隊 前編 (5-Ri no guntai zenpen) - Chapitre 6 : ５人の軍隊 中編 (5-Ri no guntai chūhen) - Chapitre 7 : ５人の軍隊 後編 (5-Ri no guntai kōhen) - Chapitre 8 : 過去からの男 (Kako kara no otoko) - Chapitre 9 : 火曜日の老兵 (Kayōbi no rōhei) - Chapitre 10 : ５ドルのゲーム (5-Doru no gēmu) |                  |               |
| 2 | 17 novembre 1995 | 4-09-192112-4 |
| Liste des chapitres : - Chapitre 1 : 白の追跡者 (Shiro no tsuiseki-sha) - Chapitre 2 : ７番街の花束 (7-Ban machi no hanataba) - Chapitre 3 : テキサス大強盗団 (Tekisasudai gōtō-dan) - Chapitre 4 : 真夜中の襲撃者 (Mayonaka no shūgeki-sha) - Chapitre 5 : コパンの壁 (Kopan no kabe) - Chapitre 6 : セルバ・ゲ－ム (Seruba gēmu) - Chapitre 7 : フォルショー通りの決闘 (Forushō-dōri no kettō) - Chapitre 8 : 1979年の栄光 (1979-Nen no eikō) - Chapitre 9 : シャルロットの贈り物 (Sharurotto no okurimono) - Chapitre 10 : ドッグ・ウォッチ (Doggu u~otchi) - Chapitre 11 : ５月２日の弾道 (5 Tsuki 2-nichi no dandō) |                  |               |
| 3 | 17 janvier 1996  | 4-09-192113-2 |
| Liste des chapitres : - Chapitre 1 : フリ－ドリッヒの狼 (Furīdorihi no ōkami) - Chapitre 2 : ミュンヘンの休日 (Myunhen no kyūjitsu) - Chapitre 3 : カシ－ドラルの遺産 (Kashi - doraru no isan) - Chapitre 4 : カーテンコール (Kātenkōru) - Chapitre 5 : ブレイクスルー：突入 (Bureikusurū: Totsunyū) - Chapitre 6 : 賭けのシナリオ (Kake no shinario) - Chapitre 7 : 栄光へのオフサイド (Eikō e no ofusaido) - Chapitre 8 : 大いなる目覚め (Ōinaru mezame) - Chapitre 9 : 脱出-evasion-［前編］ (Dasshutsu - evasion - [zenpen]) - Chapitre 10 : 脱出-evasion-［後編］ (Dasshutsu - evasion - [kōhen]) - Chapitre 11 : ザルネンの感謝祭 (Zarunen no kansha-sai)                                                                    |                  |               |
| 4 | 17 janvier 1996  | 4-09-192114-0 |
| Liste des chapitres : - Chapitre 1 : サイレント・マグナム (Sairento magunamu) - Chapitre 2 : 誇り高き孤独 (Hokori takaki kodoku) - Chapitre 3 : ドクタ－・スタ－ジェス (Dokutā sutājesu) - Chapitre 4 : グリフォンの罠 (Gurifon no wana) - Chapitre 5 : ９年目のホワイト・クリスマス (9-Nen-me no howaito kurisumasu) - Chapitre 6 : 戦場に咲く花 (Senjō ni saku hana) - Chapitre 7 : サンタ・マリアの想い出 (Santa Maria no omoide) - Chapitre 8 : ミラノに死す (Mirano ni shisu) - Chapitre 9 : ロンリ－・ソルジャー (Ronrī sorujā) - Chapitre 10 : 見えざる敵 (Miezaru teki) - Chapitre 11 : シエラ・ネバダの教訓 (Shiera Nebada no kyōkun)                                                                                     |                  |               |
| 5 | 16 mars 1996     | 4-09-192115-9 |
| Liste des chapitres : - Chapitre 1 : キッドナップ・ラプソディー［前編］ (Kiddonappu rapusodī [zenpen]) - Chapitre 2 : キッドナップ・ラプソディー［後編］ (Kiddonappu rapusodī [kōhen]) - Chapitre 3 : エクスタインの風景 (Ekusutain no fūkei) - Chapitre 4 : ラインの蘇生 (Rain no sosei) - Chapitre 5 : 湖上の男 (Kojō no otoko) - Chapitre 6 : 死神の死 (Shinigami no shi) - Chapitre 7 : ジェフリーの災難 (Jefurī no sainan) - Chapitre 8 : 天国のワイン (Tengoku no wain) - Chapitre 9 : キング オブ ザ・ロード［前編］ (Kingu obu za rōdo [zenpen]) - Chapitre 10 : キング オブ ザ・ロード［中編］ (Kingu obu za rōdo [chūhen]) - Chapitre 11 : キング オブ ザ・ロード (Kingu obu za rōdo) - Chapitre 12 : 泣く男 (Nakuotoko) |                  |               |
| 6 | 16 mars 1996     | 4-09-192116-7 |
| Liste des chapitres : - Chapitre 1 : エレンの憂鬱 (Eren no yūutsu) - Chapitre 2 : 招かれざる隣人 (Maneka rezaru rinjin) - Chapitre 3 : ラスト・オーダー (Rasuto ōdā) - Chapitre 4 : 聖者現わる (Seija gen waru) - Chapitre 5 : その男…… (Sono otoko……) - Chapitre 6 : 暗い日曜日 (Kurai nichiyōbi) - Chapitre 7 : 黒の手紙 (Kuro no tegami) - Chapitre 8 : 素晴らしき休日 (Subarashikikyūjitsu) - Chapitre 9 : 微声拳銃 (Bi koe kenjū) - Chapitre 10 : 竜韜部隊（ロンタオプートウイ） (Ryū tāo bù-Tai (rontaopūto~ui)) - Chapitre 11 : 最後の切り札（エースインザホール） (Saigo no kirifuda (ēsuinzahōru)) |                  |               |

#### Éditions françaises
- Première édition (incomplète) :

| no | Français       | Français          |
| no | Date de sortie | ISBN              |
| --- | -------------- | ----------------- |
| 1 | 13 août 1998   | 978-2-72342-335-9 |
| Liste des chapitres : - Opération n°1 : Goshi le précepteur (インストラクタ－豪士, Insutorakuta - Gōshi) - Opération n°2 : Le faux héros (偽りの英雄, Itsuwari no eiyū) - Opération n°3 : La vérité en face (最後の真実, Saigo no shinjitsu) - Opération n°4 : L'homme qui venait du passé (過去からの男, Kako kara no otoko) - Opération n°5 : Le vieux soldat du mardi (火曜日の老兵, Kayōbi no rōhei) - Opération n°6 : Le pari de cinq dollars (５ドルのゲーム, 5-Doru no gēmu) - Opération n°7 : Le chasseur blanc (白の追跡者, Shiro no tsuiseki-sha) - Opération n°8 : Un bouquet de fleurs (７番街の花束, 7-Ban machi no hanataba) - Opération n°9 : Le mur de Copán (コパンの壁, Kopan no kabe) - Opération n°10 : Le jeu de Selva (セルバ・ゲ－ム, Seruba gēmu) |                |                   |

On peut noter que par rapport à l'édition japonaise du dessus, il manque les chapitres 4,5,6 et 7 du volume 1, et les chapitres 5 et 6 du volume 2.
- Édition deluxe :

| no | Français          | Français          |
| no | Date de sortie    | ISBN              |
| --- | ----------------- | ----------------- |
| 1 | 27 septembre 2024 | 978-2-5051-1925-8 |
| Liste des chapitres : - Chapitre 1 : Gôshi l'instructeur (インストラクタ－豪士, Insutorakuta - Gōshi) - Chapitre 2 : Un héros de pacotille (偽りの英雄, Itsuwari no eiyū) - Chapitre 3 : La dernière vérité (最後の真実, Saigo no shinjitsu) - Chapitre 4 : 15 ans de cauchemar (十五年間の悪夢, Jū go-nenkan no akumu) - Chapitre 5 : Une armée de cinq hommes (1/3) (５人の軍隊 前編, 5-Ri no guntai zenpen) - Chapitre 6 : Une armée de cinq hommes (2/3) (５人の軍隊 中編, 5-Ri no guntai chūhen) - Chapitre 7 : Une armée de cinq hommes (3/3) (５人の軍隊 後編, 5-Ri no guntai kōhen) - Chapitre 8 : L'homme du passé (過去からの男, Kako kara no otoko) - Chapitre 9 : Le vétéran du mardi (火曜日の老兵, Kayōbi no rōhei) - Chapitre 10 : Un jeu à cinq dollars (５ドルのゲーム, 5-Doru no gēmu) - Chapitre 11 : Le chasseur blanc (白の追跡者, Shiro no tsuiseki-sha) - Chapitre 12 : Bouquet de fleurs sur la 7e avenue (７番街の花束, 7-Ban machi no hanataba) - Chapitre 13 : Les braqueurs du Texas (テキサス大強盗団, Tekisasudai gōtō-dan) - Chapitre 14 : L'assaillant du bout de la nuit (真夜中の襲撃者, Mayonaka no shūgeki-sha) - Chapitre 15 : Le mur de Copan (コパンの壁, Kopan no kabe) - Chapitre 16 : Selva Game (セルバ・ゲ－ム, Seruba gēmu) - Chapitre 17 : Combat dans l'avenue Frochot (フォルショー通りの決闘, Forushō-dōri no kettō) - Chapitre 18 : La gloire de 1979 (1979年の栄光, 1979-Nen no eikō) - Chapitre 19 : Le cadeau de Charlotte (シャルロットの贈り物, Sharurotto no okurimono) - Chapitre 20 : Dog Watch (ドッグ・ウォッチ, Doggu u~otchi) - Chapitre 21 : Le missile du 2 mai (５月２日の弾道, 5 Tsuki 2-nichi no dandō) |                   |                   |
| 2 | 6 décembre 2024   | 978-2-5051-1946-3 |
| Liste des chapitres : - Chapitre 1 : Le loup de Friedrich (フリ－ドリッヒの狼, Furīdorihi no ōkami) - Chapitre 2 : Vacances à Munich (ミュンヘンの休日, Myunhen no kyūjitsu) - Chapitre 3 : L'héritage des cathédrales (カシ－ドラルの遺産, Kashi - doraru no isan) - Chapitre 4 : Curtain Call (カーテンコール, Kātenkōru) - Chapitre 5 : Breakthrough : l'assaut (ブレイクスルー：突入, Bureikusurū: Totsunyū) - Chapitre 6 : Un scénario risqué (賭けのシナリオ, Kake no shinario) - Chapitre 7 : Un hors-jeu pour l'honneur (栄光へのオフサイド, Eikō e no ofusaido) - Chapitre 8 : Le grand réveil (大いなる目覚め, Ōinaru mezame) - Chapitre 9 : Évasion (1/2) (脱出-evasion-［前編］, Dasshutsu - evasion - [zenpen]) - Chapitre 10 : Évasion (2/2) (脱出-evasion-［後編］, Dasshutsu - evasion - [kōhen]) - Chapitre 11 : Le carnaval de Sarnen (ザルネンの感謝祭, Zarunen no kansha-sai) - Chapitre 12 : The Silent Magnum (サイレント・マグナム, Sairento magunamu) - Chapitre 13 : Seule et fière de l'être (誇り高き孤独, Hokori takaki kodoku) - Chapitre 14 : Docteur Sturgess (ドクタ－・スタ－ジェス, Dokutā sutājesu) - Chapitre 15 : Le piège de Griffon (グリフォンの罠, Gurifon no wana) - Chapitre 16 : Noël blanc de la 9e année (９年目のホワイト・クリスマス, 9-Nen-me no howaito kurisumasu) - Chapitre 17 : Une fleur sur le champ de bataille (戦場に咲く花, Senjō ni saku hana) - Chapitre 18 : Souvenirs de Santa Maria (サンタ・マリアの想い出, Santa Maria no omoide) - Chapitre 19 : Voir Milan et mourir (ミラノに死す, Mirano ni shisu) - Chapitre 20 : Lonely Soldier (ロンリ－・ソルジャー, Ronrī sorujā) - Chapitre 21 : L'ennemi invisible (見えざる敵, Miezaru teki) - Chapitre 22 : Entraînement dans la Sierra Nevada (シエラ・ネバダの教訓, Shiera Nebada no kyōkun)      |                   |                   |
| 3 | 1er juin 2025     | 978-2-5051-2211-1 |
| Liste des chapitres : - Chapitre 1 : Kidnapping Rhapsody (1/2) (キッドナップ・ラプソディー［前編］, Kiddonappu rapusodī [zenpen]) - Chapitre 2 : Kidnapping Rhapsody (2/2) (キッドナップ・ラプソディー［後編］, Kiddonappu rapusodī [kōhen]) - Chapitre 3 : Paysage d'Eckstein (エクスタインの風景, Ekusutain no fūkei) - Chapitre 4 : La résurrection du Rhin (ラインの蘇生, Rain no sosei) - Chapitre 5 : L'homme sur le lac (湖上の男, Kojō no otoko) - Chapitre 6 : La mort de l'ange de la mort (死神の死, Shinigami no shi) - Chapitre 7 : Les malheurs de Jeffrey (ジェフリーの災難, Jefurī no sainan) - Chapitre 8 : Le vin du paradis (天国のワイン, Tengoku no wain) - Chapitre 9 : King of the Road (1/3) (キング オブ ザ・ロード［前編］, Kingu obu za rōdo [zenpen]) - Chapitre 10 : King of the Road (2/3) (キング オブ ザ・ロード［中編］, Kingu obu za rōdo [chūhen]) - Chapitre 11 : King of the Road (3/3) (キング オブ ザ・ロード［後編］, Kingu obu za rōdo [kōhen]) - Chapitre 12 : L'homme qui pleure (泣く男, Nakuotoko) - Chapitre 13 : La tristesse d'Ellen (エレンの憂鬱, Eren no yūutsu) - Chapitre 14 : Un voisin malvenu (招かれざる隣人, Maneka rezaru rinjin) - Chapitre 15 : Last Order (ラスト・オーダー, Rasuto ōdā) - Chapitre 16 : L'avènement d'un saint (聖者現わる, Seija gen waru) - Chapitre 17 : Cet homme... (その男……, Sono otoko……) - Chapitre 18 : Un sombre dimanche (暗い日曜日, Kurai nichiyōbi) - Chapitre 19 : La lettre noire (黒の手紙, Kuro no tegami) - Chapitre 20 : De merveilleuses vacances (素晴らしき休日, Subarashikikyūjitsu) - Chapitre 21 : Type 64 (微声拳銃, Bi koe kenjū) - Chapitre 22 : La brigade du Dragon (竜韜部隊, Ryū tāo bù-Tai) - Chapitre 23 : Ace in the Hole (最後の切り札（エースインザホール）, Saigo no kirifuda (ēsuinzahōru)) |                   |                   |